# Supercoppa di Bulgaria 2011
La Supercoppa di Bulgaria 2011 è stata la 9ª edizione di tale competizione, disputata il 30 luglio 2011 allo Stadio dell'Esercito bulgaro di Sofia. La sfida ha visto contrapposte il Liteks Loveč, vincitore del campionato e il CSKA Sofia, vincitore della coppa nazionale. Il CSKA Sofia ha avuto la meglio sul Liteks Loveč per 1-1, conquistando il trofeo per la quarta volta nella sua storia.

## Tabellino
| Arbitro: | Genov |

|         |           |                               |
| Codó 6’ | Marcatori | 16’ 58’ Delev 48’ (rig.) Zicu |